# Biserica romano-catolică „Înălțarea Crucii” din Carani
Biserica romano-catolică „Înălțarea Crucii” din Carani este un monument istoric aflat pe teritoriul satului Carani; comuna Sânandrei.